# Basardilla
Basardilla település Spanyolországban, Segovia tartományban. Basardilla Rascafría, Torrecaballeros, Espirdo, Brieva, Santo Domingo de Pirón és Alameda del Valle községekkel határos. Lakosainak száma 136 fő (2024).

## Népesség
A település népessége az elmúlt években az alábbi módon változott:
| Lakosok száma | 109  | 149  | 153  | 167  | 171  | 153  | 146  | 153  | 157  | 136  |
|               | 2001 | 2004 | 2007 | 2009 | 2012 | 2014 | 2017 | 2019 | 2022 | 2024 |